# ゲムリヒハイム
ゲムリヒハイムまたはゲンムリヒハイム (ドイツ語: Gemmrigheim) はドイツ連邦共和国バーデン＝ヴュルテンベルク州ルートヴィヒスブルク郡に属す町村（以下、本項では便宜上「町」と記述する）である。この町はシュトゥットガルト地域（1992年まではミットレラー・ネッカー地域）およびシュトゥットガルト大都市圏周縁地域に含まれる。

## 地理

### 位置
ゲムリヒハイムは、郡庁所在地ルートヴィヒスブルクとハイルブロンとの間のネッカー川沿い、高度 174 m から 275 m に位置している。

### 隣接する市町村
ゲムリヒハイムは、北東はネッカーヴェストハイム（ハイルブロン郡）、東と南はベージヒハイム、南東はヘッシヒハイム、南西はヴァルハイム、西と北はキルヒハイム・アム・ネッカー（以上、ルートヴィヒスブルク郡）と境を接している。

### 自治体の構成
ゲムリヒハイムには、ドルフ・ゲムリヒハイム、ハインツェンベルク農場、リーベンシュタイナー・ヴェーク農場、フォーゲルザング農場、ハウス・プムプヴェルク、ハウス・ヴァーゼンで構成されている。

### 土地利用
| 土地用途別面積     | 面積 (km2) | 占有率 |
| ------------------ | ---------- | ------ |
| 住宅地および空き地 | 0.53       | 6.4 %  |
| 産業用地           | 0.26       | 3.2 %  |
| レジャー用地       | 0.11       | 1.3 %  |
| 交通用地           | 0.72       | 8.8 %  |
| 農業用地           | 4.76       | 57.9 % |
| 森林               | 1.06       | 12.8 % |
| 水域               | 0.38       | 4.6 %  |
| その他の用地       | 0.41       | 5.0 %  |
| 合計               | 8.23       |        |

州統計局の2018年12月31日現在のデータによる。

## 歴史

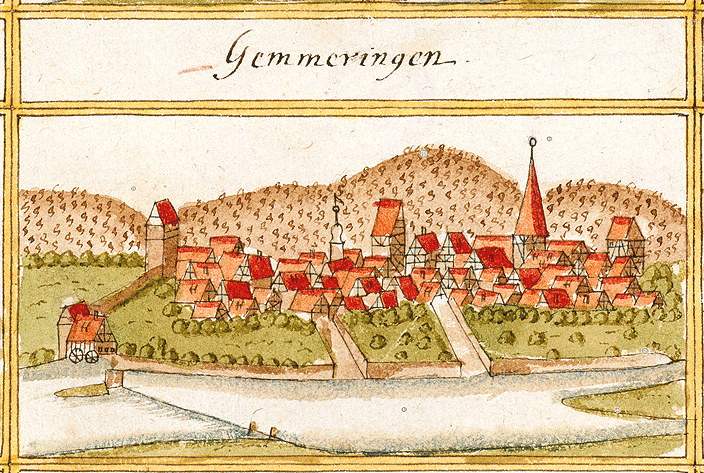
アンドレアス・キーザーによって描かれた1686年のゲムリヒハイムの絵図

### 中世、近世
ゲムリヒハイムからの、様々な時代の多様な出土品が、この集落が古代から定住地となっていたことを示している。ゲムリヒハイムは、1095年9月22日のライヒェンバッハ修道院の文書に初めて記録されている。当時ガウの伯カルフ＝ファイヒンゲン伯の支配下にあったが、1140年にテュービンゲン宮中伯に移譲され、キルヒハイムのホーフヴァルト家を経由して、14世紀までにヴュルテンベルク伯領となった。その下で、ゲムリヒハイムはアムト・ラウフェンに属した。ヴュルテンベルクの最初の村長の存在は1410年に証明されている。
この町のワイン作りは12世紀から確認されており、ゲムリヒハイムに根付いている。この集落は三十年戦争やその後の軍事衝突により、何度もその巻き添えになった。

### 19世紀と20世紀
ヴュルテンベルク王国成立後の新たな行政改革に伴ってゲムリヒハイムは1808年にオーバーアムト・ベージヒハイムに編入された。ゲムリヒハイムの工業化は、古いネッカーミューレ（水車）がまず製材に用いられた1865年に始まり、その後製紙工場に発展した。1938年にオーバーアムト・ベージヒハイムが廃止され、ゲムリヒハイムはルートヴィヒスブルク郡に編入された。
第二次世界大戦時には、1939年最初のポーランド人戦争捕虜がゲムリヒハイムに送致されてきた。敵軍は製紙工場を空爆したが、村は比較的平穏であった。1945年4月9日にドイツ国防軍は、連合国軍の侵攻を妨害するためにゲムリヒハイムとキルヒハイムとの間のネッカー川の橋を爆破した。しかしアメリカ軍は同月20日にこの村を制圧し、ゲムリヒハイムにおける戦争は終結した。ゲムリヒハイムは1946年末までに、主にズデーテン地方からの500人以上の被追放者を受け容れた。
1950年11月11日に新しいネッカー川の橋が完成した。1950年代から1960年代にかけて、新しい住宅地ヒンターホーフ、ガッセンヴァインゲルテン、ウンター・デア・ヘッシヒハイマー・シュトラーセ、ヴァルトシュトラーセ、ランガーフォレスト、プラップシュタイン、グレプレが造成された。町の中心部の再開発は1980年代に始まった。これにより町の通り抜け交通が整備され、1981年にバイパス道路が完成した。1997年にノイザッツ/シャイトヴェクレ住宅地が開発された。

## 住民

### 人口推移
各時点における町域の人口を示す。数値は、人口調査結果 (*) またはバーデン＝ヴュルテンベルク州統計局の公的研究結果に基づく（この町を主たる居住地としている人口）。
| 時期           | 人口（人） |
| -------------- | ---------- |
| 1871年12月1日* | 1,022      |
| 1880年12月1日* | 1,144      |
| 1890年12月1日* | 1,329      |
| 1900年12月1日* | 1,397      |
| 1910年12月1日* | 1,489      |
| 1925年6月16日* | 1,545      |
| 1933年6月16日* | 1,606      |
| 1939年5月17日* | 1,704      |
| 1950年9月13日* | 2,299      |

| 時期           | 人口（人） |
| -------------- | ---------- |
| 1961年6月6日*  | 2,562      |
| 1970年5月27日* | 3,320      |
| 1980年12月31日 | 3,349      |
| 1987年5月25日* | 3,387      |
| 1990年12月31日 | 3,615      |
| 1995年12月31日 | 3,528      |
| 2000年12月31日 | 3,737      |
| 2005年12月31日 | 4,019      |
| 2010年12月31日 | 3,928      |
| 2015年12月31日 | 4,040      |

### 宗教
宗教改革以後ゲムリヒハイムは主に福音主義の町である。現在は福音主義教会の他にローマ=カトリック教会があり、エホバの証人も活動している。

## 行政

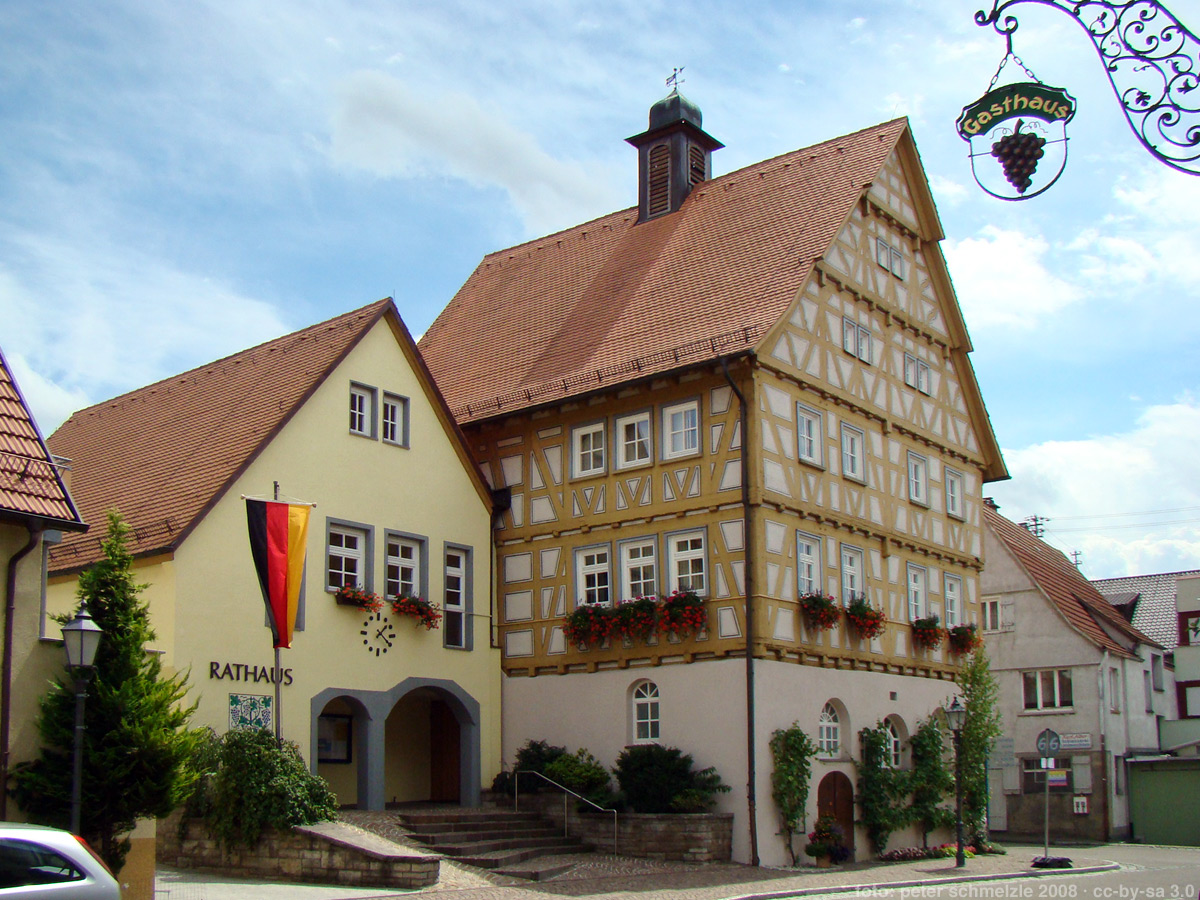
ゲムリヒハイムの町役場

### 議会
ゲムリヒハイムの議会は14議席で構成されている。この他に議会では町長が議長を務める。

### 首長
第二次世界大戦後のゲムリヒハイムの町長を列記する:
- 1945年 - 1948年: クリスティアン・シュトルツェンベルガー
- 1948年 - 1954年: カール・ギル
- 1954年 - 1986年: ヘルムート・クラス
- 1986年 - 1994年: ギュンター・ザイツ
- 1994年 - 2018年: モニカ・シェフ (FDP/DVP)
- 2018年 - : イェルク・フラウハンマー (SPD)[7]

### 紋章と旗
図柄: 銀地に緑の三峰の山に、黒い柱と5房 (3:2) の青いブドウをつけた緑のブドウの木。
町の旗は青 - 白で、1980年3月20日に認可された。

### 姉妹都市
- トリゴノ（英語版）（ギリシア、東マケドニア・トラキア）2004年[9]

## 文化と見所

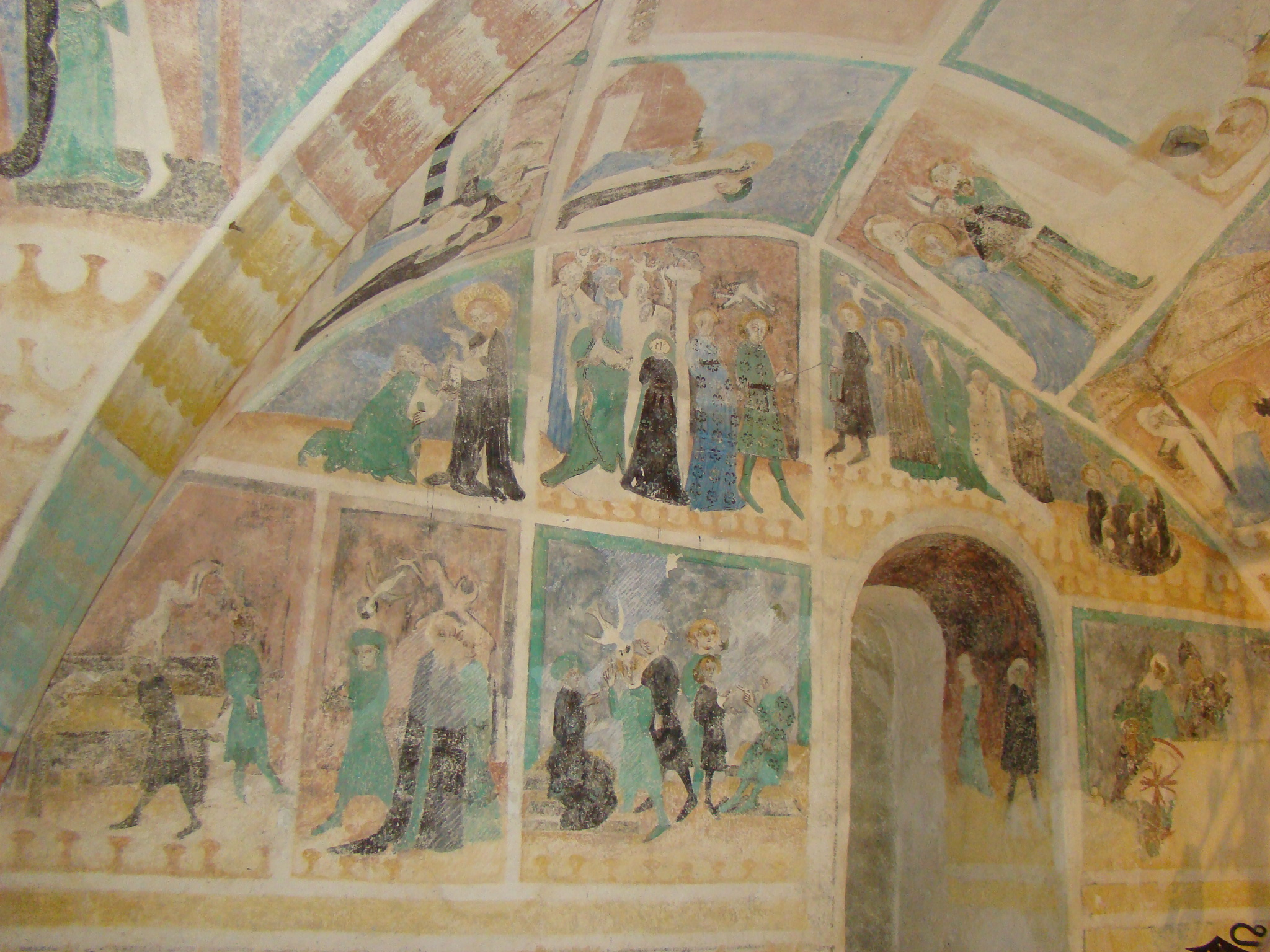
ヨハネス教会のフレスコ

### 建築
福音主義ヨハネス教会は1231年に初めて文献に記録されている。塔の上層階には1400年頃のフレスコを有する塔内礼拝堂がある。16世紀に建設された教会の長堂には歴史的な祭壇の天蓋や壁画が保存されている。
見所は、中世の2つの門と、きれいに修復された古い木組み建築（町役場もその1つである）をもつ町の中心部である。1817年から1818年に建設された、かつてのブドウ搾り所は学校に改築された。

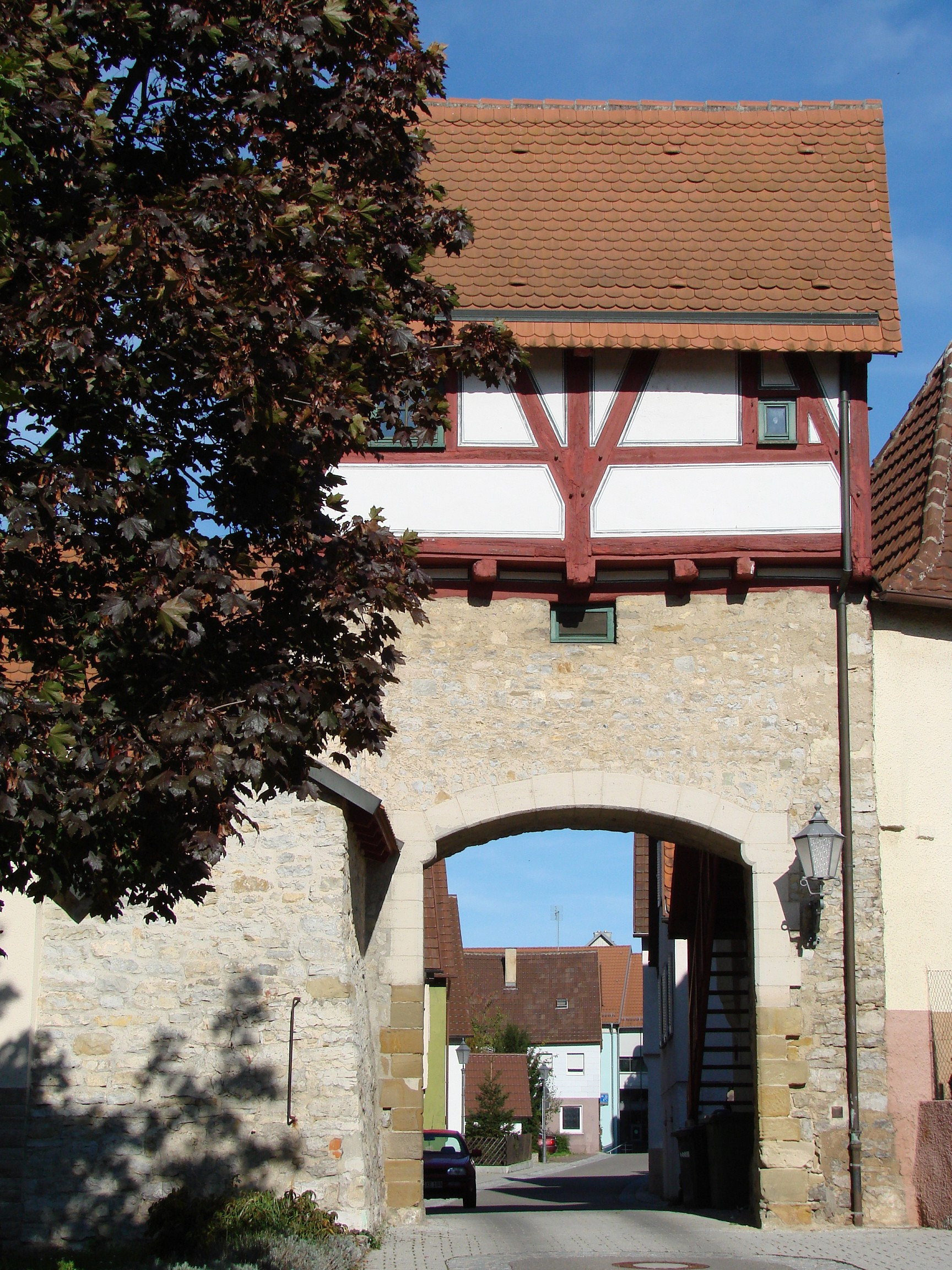
ベージヒハイマー門
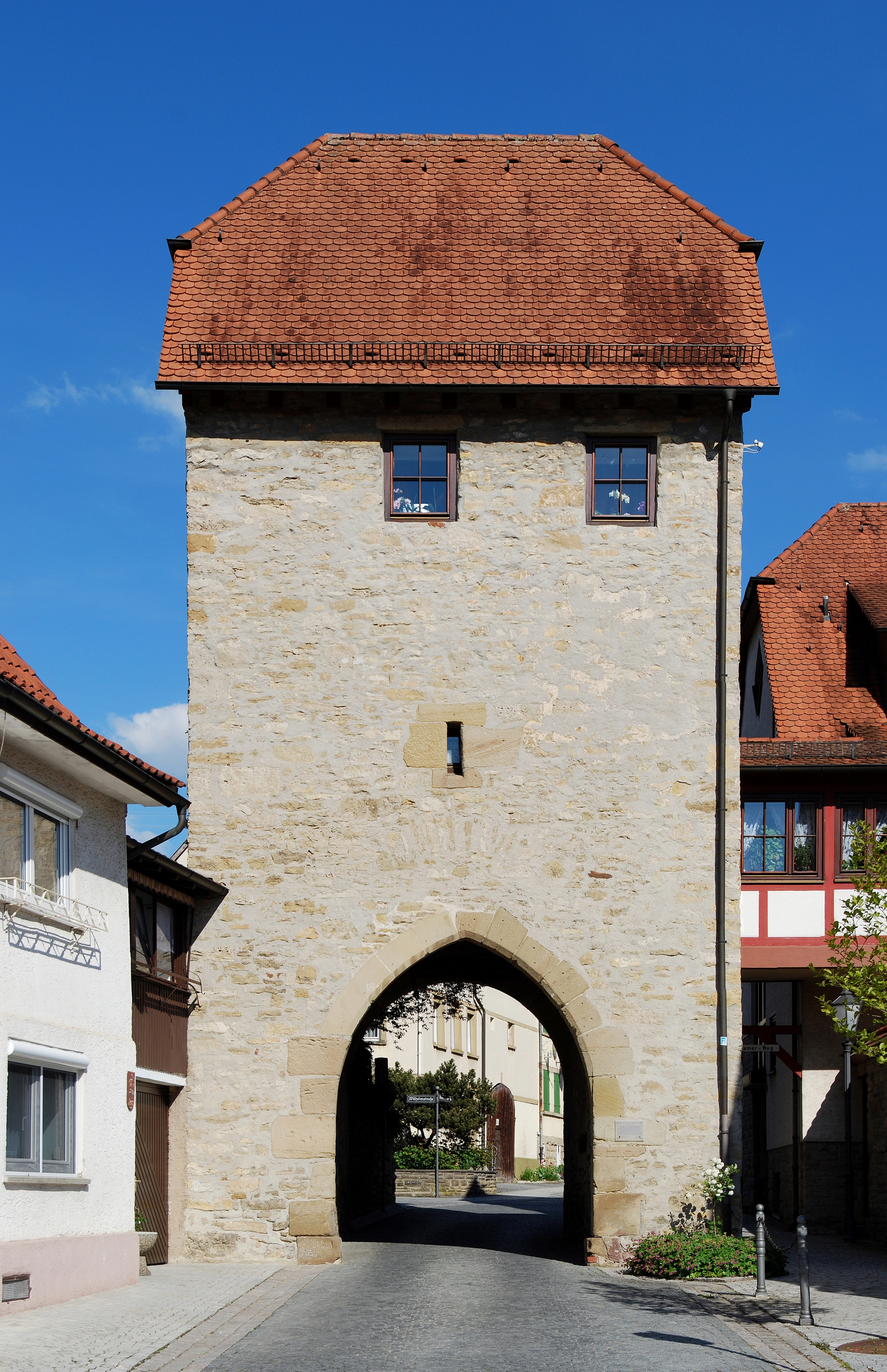
オトマールスハイマー門
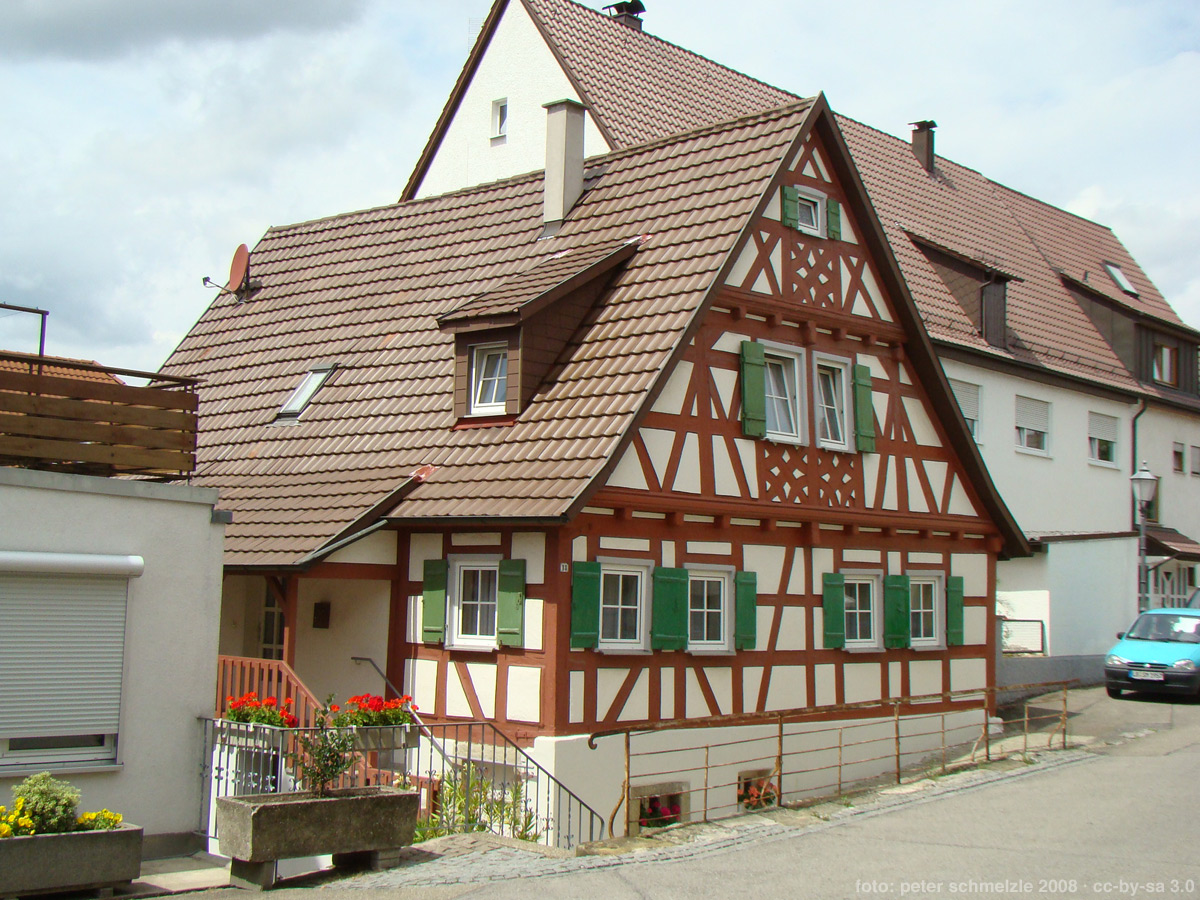
ゲムリヒハイムの木組み建築
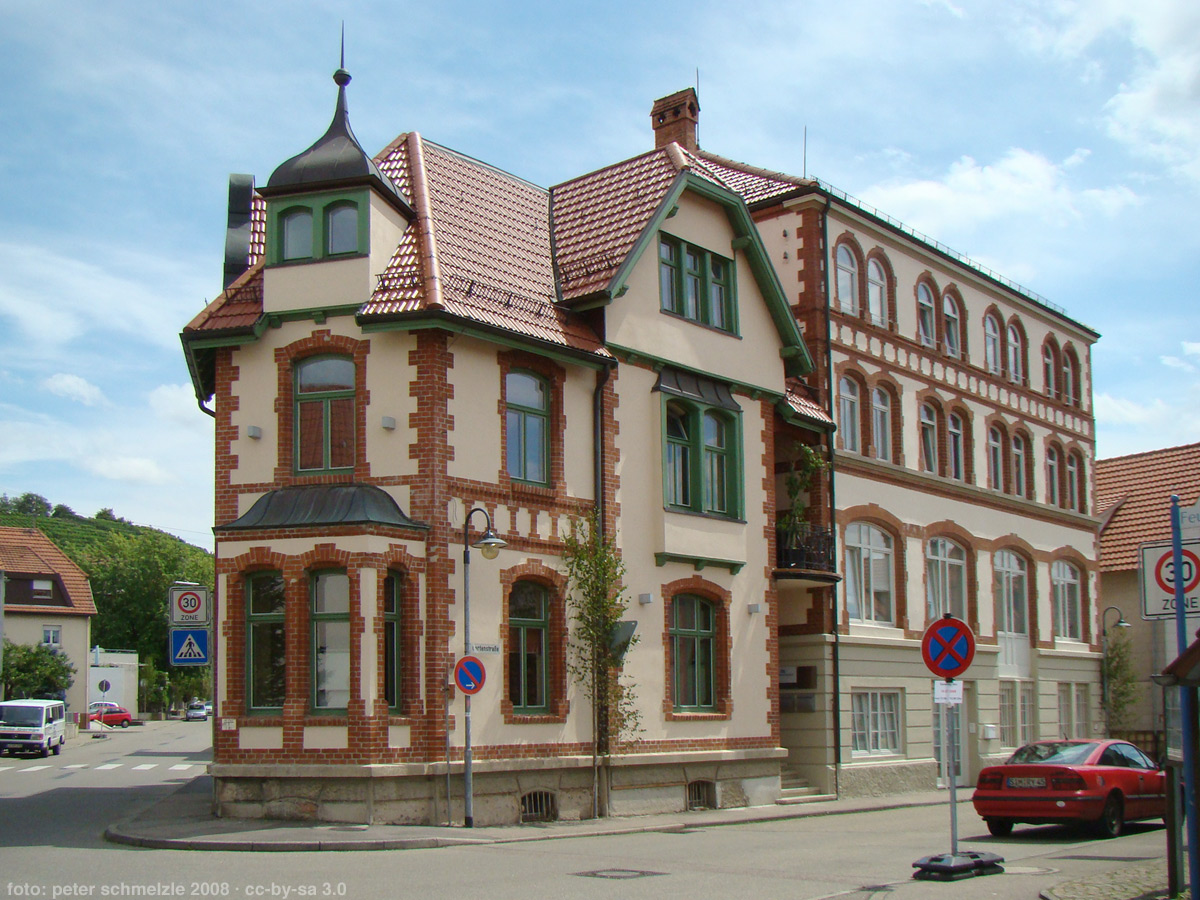
ゲムリヒハイムの古い館

## 経済と社会資本

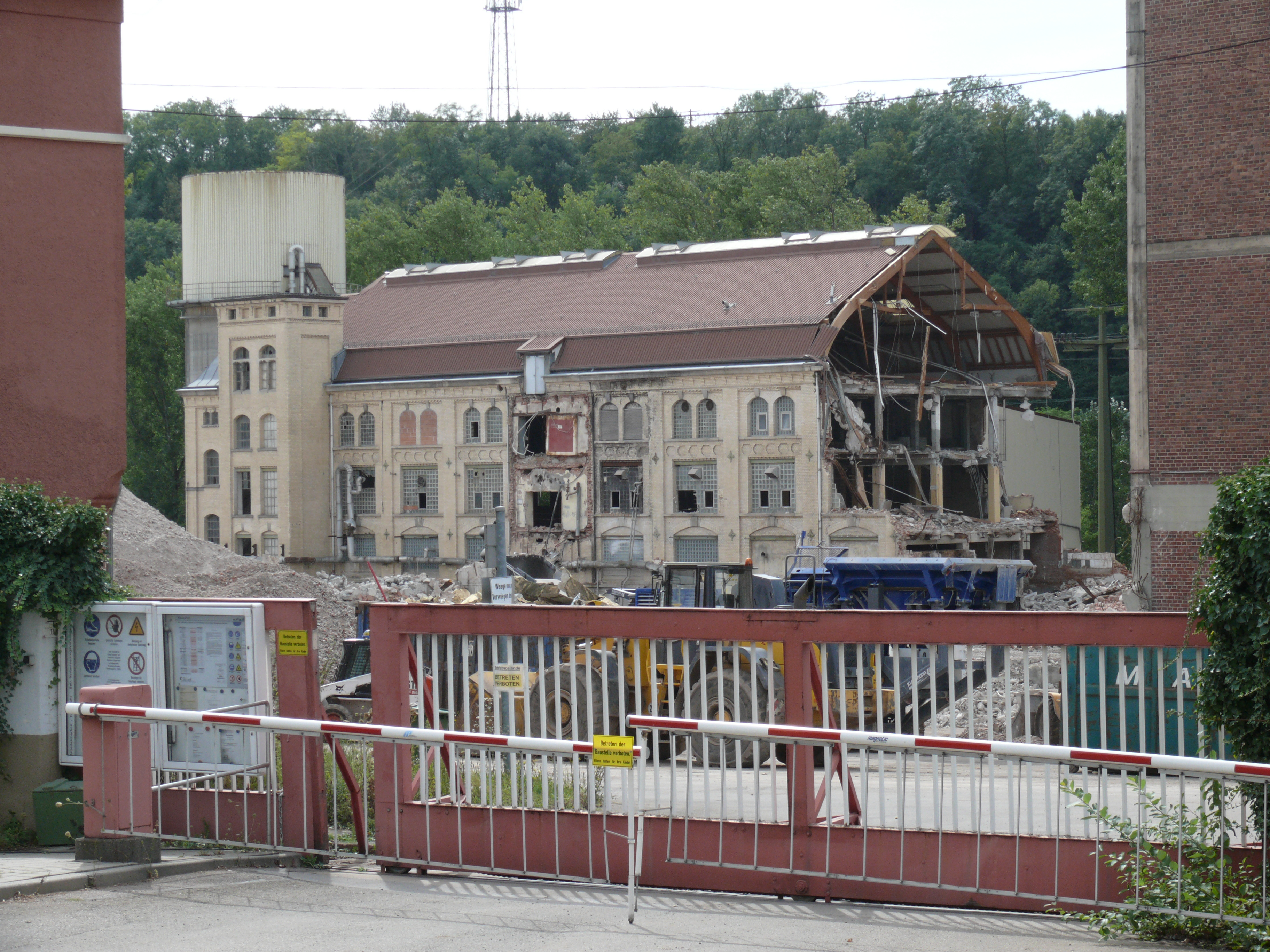
取り壊し中のゲムリヒハイム製紙工場

歴史上最も重要な企業が1860年代にまで創業を遡るゲムリヒハイム製紙工場である。この会社は1971年から2006年までシュタインバイス＝グループに属していたが、2009年末に閉鎖された。2013年夏に工場の建物の大部分が取り壊された。
ネッカーヴェストハイム原子力発電所の一部、わずかな部分がゲムリヒハイム町にかかっている。これにより、EnBW の営業税の一部（わずかな部分）もゲムリヒハイムの収入となる。
1960年代に整備された工業地域には、数多くの小規模企業の他に、いくつかの工業系企業がある。
農業も重要な役割を担っている。2007年時点で、10軒の専業農家、25軒の兼業農家があった。約 400 ha の農地のうち 60 ha 以上がブドウ畑であり、町の面積のほぼ 8 % を占めている。栽培されているブドウの品種は、トロリンガーとシュヴァルツリースリングである。ゲムリヒハイムは、ヴュルテンベルク・ワイン地区のヴュルテンベルク・ウンターラント地域シャルクシュタイン大地区に属している。
ルートヴィヒスブルク郡立貯蓄銀行は、ゲムリヒハイム支店を有している。この支店は、ベージヒハイム管区に属す。

### 公共施設
この町には、クレーブラット養護ホームの老人・養護ホームがある。

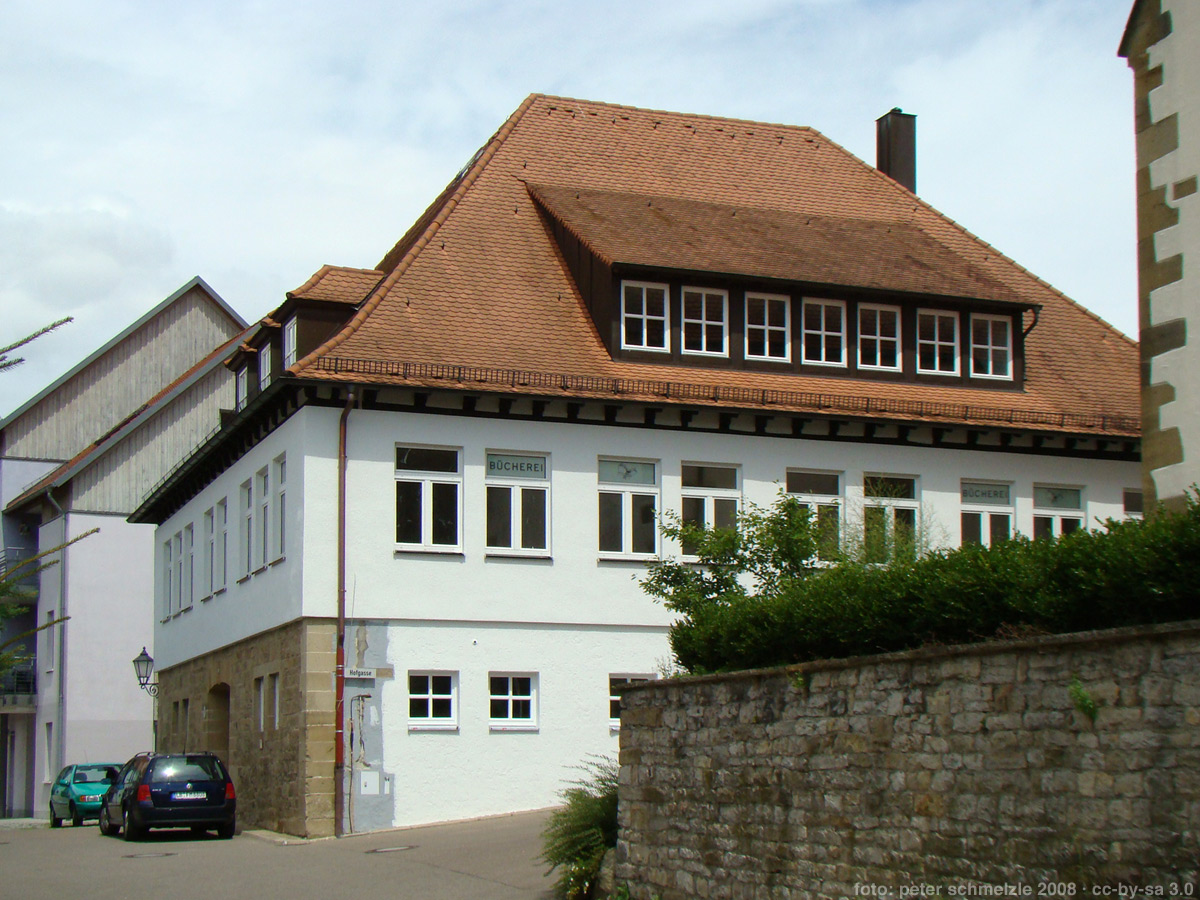
1949年/59年に学校に改築された旧ブドウ搾り所

### 教育
この町には、ヴェルクレアルシューレ課程を有する基礎課程・本課程学校がある。学校センターは、1960年代半ばに建築コンクールで表彰された見応えのある建物である。幼稚園は4園ある。1990年代末に全体の修復と増改築がなされた学校センターの他に、図書館や体育館を備えた公民館、多目的ホール「ヴァーゼンハレ」があり、新興住宅地ノイザッツには、2002年12月にパッシブ工法による新しい幼稚園が完成した。

### ライフライン
この町の電力網とガス網は EnBW レギオナル AG によって運営されている。飲料水は、ベージヒハイム水供給グループが供給している。塵芥処理は、ルートヴィヒスブルク郡の 100 % 子会社であるルートヴィヒスブルク郡塵芥処理会社 (AVL) が担当している。AVLは、ルートヴィヒスブルク郡の委託を受けてゴミの削減、再利用、廃棄といった処理を行っている。

## 参考図書
- Gemeinde Gemmrigheim, ed (1997). Römer, Reben und Papier. Gemmrigheim in Geschichte und Gegenwart

この文献は、翻訳元であるドイツ語版の参考文献として挙げられていたものであり、日本語版作成に際し直接参照してはおりません。